# Eduardo González Valiño
Eduardo González Valiño znany jako Chacho (ur. 14 kwietnia 1911 w Alonsotegi, zm. 21 października 1978 w A Coruñie) – hiszpański piłkarz i trener, reprezentant kraju. 

## Kariera klubowa
Karierę piłkarską rozpoczął w 1927 w klubie z rodzinnego miasta Deportivo La Coruña. W zespole tym występował przez 7 lat, głównie w rozgrywkach Segunda División. W 1934 zakupił go klub Atlético Madryt, w którym to klubie grał przez dwa lata. W 39 spotkaniach rozegranych dla zespołu ze stolicy Hiszpanii strzelił 13 bramek. 
W 1936 powrócił do klubu Deportivo La Coruña. Ze względu na wybuch wojny domowej w Hiszpanii w latach 1936–1939 nie odbywały się żadne rozgrywki ligowe. W 1939 powrócił na boiska Segunda División, a w sezonie 1940/41 pomógł drużynie w awansie do Primera División. Przez 10 lat gry w barwach Deportivo zagrał w 60 spotkaniach, w których strzelił 20 bramek. W 1946 zakończył karierę piłkarską. 
| Sezon   | Klub                | Kraj      | Rozgrywki        | Mecze | Bramki |
| ------- | ------------------- | --------- | ---------------- | ----- | ------ |
| 1927/28 | Deportivo La Coruña | Hiszpania |                  |       |        |
| 1928/29 | Deportivo La Coruña | Hiszpania | Segunda División |       |        |
| 1929/30 | Deportivo La Coruña | Hiszpania | Segunda División |       |        |
| 1930/31 | Deportivo La Coruña | Hiszpania | Segunda División |       |        |
| 1931/32 | Deportivo La Coruña | Hiszpania | Segunda División |       |        |
| 1932/33 | Deportivo La Coruña | Hiszpania | Segunda División |       |        |
| 1933/34 | Deportivo La Coruña | Hiszpania | Segunda División |       |        |
| 1934/35 | Atlético Madryt     | Hiszpania | Primera División | 21    | 6      |
| 1935/36 | Atlético Madryt     | Hiszpania | Primera División | 18    | 7      |
| 1936/37 | Deportivo La Coruña | Hiszpania |                  |       |        |
| 1937/38 | Deportivo La Coruña | Hiszpania |                  |       |        |
| 1938/39 | Deportivo La Coruña | Hiszpania |                  |       |        |
| 1939/40 | Deportivo La Coruña | Hiszpania | Segunda División | 10    | 4      |
| 1940/41 | Deportivo La Coruña | Hiszpania | Segunda División | 18    | 7      |
| 1941/42 | Deportivo La Coruña | Hiszpania | Primera División | 11    | 2      |
| 1942/43 | Deportivo La Coruña | Hiszpania | Primera División | 10    | 2      |
| 1943/44 | Deportivo La Coruña | Hiszpania | Primera División | 8     | 2      |
| 1944/45 | Deportivo La Coruña | Hiszpania | Primera División | 0     | 0      |
| 1945/46 | Deportivo La Coruña | Hiszpania | Segunda División | 4     | 1      |

## Kariera reprezentacyjna
Karierę reprezentacyjną rozpoczął 21 marca 1933 w meczu przeciwko Bułgarii, wygranym 13:0. Chacho w swoim debiucie w barwach Hiszpanii strzelił aż 6 bramek. W 1934 został powołany przez trenera Amadeo Garcíę na Mistrzostwa Świata 1934. 
Jego reprezentacja poległa w pierwszej rundzie z gospodarzem turnieju Włochami 0:1, a Chacho rozegrał pełne 90 minut. Był to zarazem ostatni mecz Chacho w drużynie narodowej. Łącznie w latach 1933–1934 wystąpił w 3 spotkaniach kadry Hiszpanii, w których strzelił 7 bramek. 
| Mecze i gole w reprezentacji | Mecze i gole w reprezentacji | Mecze i gole w reprezentacji | Mecze i gole w reprezentacji | Mecze i gole w reprezentacji      | Mecze i gole w reprezentacji | Mecze i gole w reprezentacji |
| #                            | Data                         | Miasto                       | Przeciwnik                   | Gol                               | Wynik                        | Rozgrywki                    |
| ---------------------------- | ---------------------------- | ---------------------------- | ---------------------------- | --------------------------------- | ---------------------------- | ---------------------------- |
| 1.                           | 21.05.1933                   | Madryt                       | Bułgaria                     | Gol · Gol · Gol · Gol · Gol · Gol | 13:0                         | towarzyski                   |
| 2.                           | 11.03.1934                   | Madryt                       | Portugalia                   | Gol                               | 9:0                          | el. MŚ 1934                  |
| 3.                           | 01.06.1934                   | Florencja                    | Włochy                       |                                   | 0:1                          | MŚ 1934                      |

## Kariera trenerska
W latach 1941–1942 pracował jako grający trener w zespole Deportivo La Coruña. Ponownie podjął pracę w tym klubie w latach 1951–1952, nie odnosząc większych sukcesów.